# Ängön

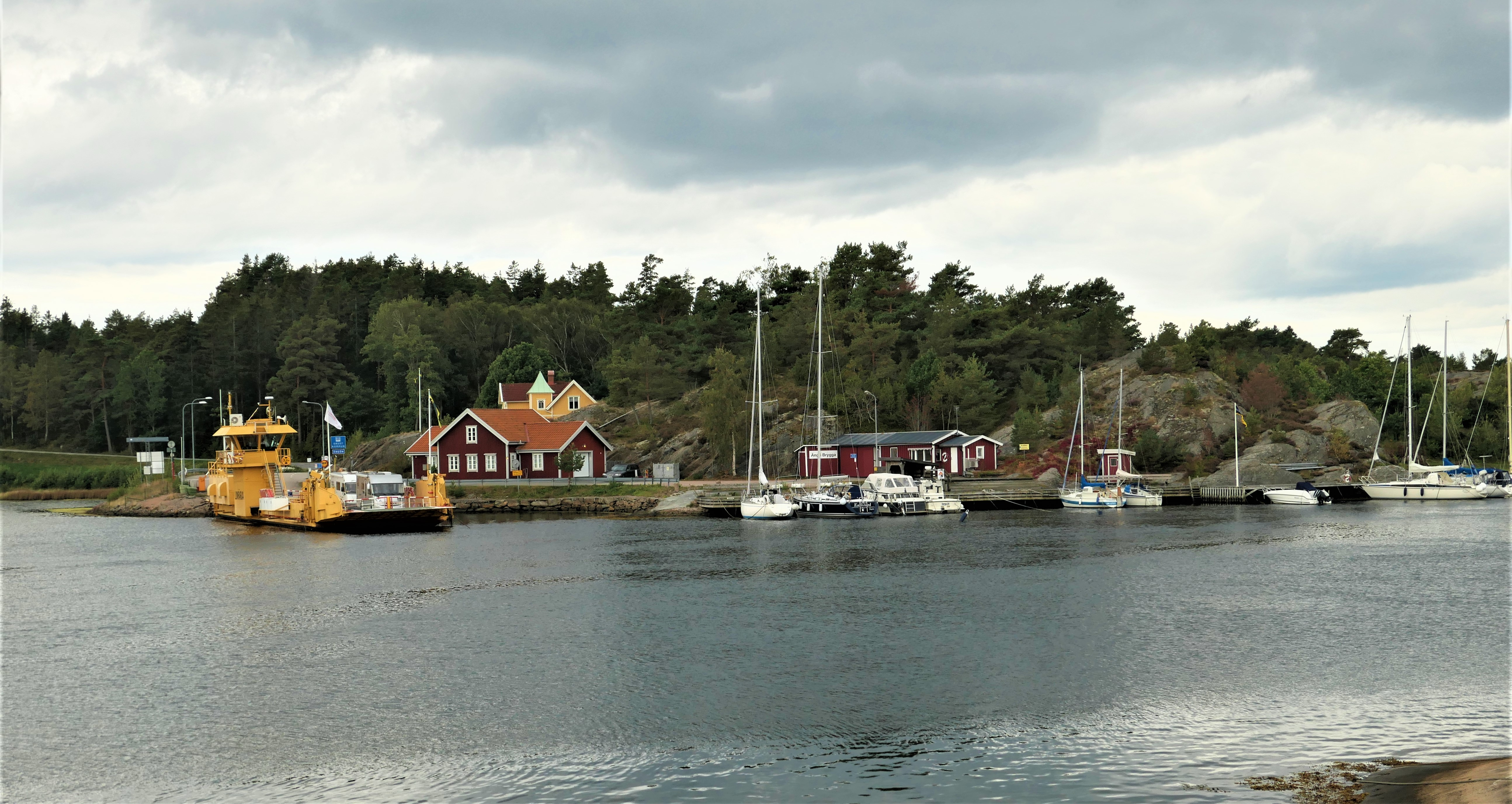
Vy från Fruvik på Bokenäset mot Ängön, med linfärjan Malin i färjeläget, 2021.

Ängön är en del av  Flatön i Morlanda socken i Orusts kommun, men var innan landhöjningen en fristående ö.
På Ängön bodde under 1940-talet trubaduren och diktaren Evert Taube, som skrev många av sina mest kända visor under denna period, och på så vis gjorde trakten berömd. Ön har bland annat gett namn till Evert Taubes visa Vals på Ängön.
Ängön har till och med år 2012 stått värd för evenemanget Taubespelen. En av anledningarna till att Taubespelen hölls där var Everts Taubes anknytning till platsen genom hans visa Vals på Ängön. 2013 flyttades evenemanget till Tanumstrand i Grebbestad. Turismen är betydande på Ängön och befolkningen flerdubblas om somrarna, då det på ön finns en omfattande sommarstugebebyggelse. Antalet fastboende är cirka 40 personer.[källa behövs]
På öns norra sida finns en färjeförbindelse, Ängöleden, till Fruvik på Bokenäset.